# Music Hall de San Petersburgo
El Music Hall de San Petersburgo es un teatro estatal ruso situado en la ciudad de San Petersburgo. Fue fundado en 1928.

## Historia
El 5 de diciembre de 1928 se inauguró el Music Hall de Leningrado con el estreno de “Las maravillas del siglo XX o El último portador” (dirigida por David Gutman) en la Sala de la Ópera de la Casa del Pueblo. El teatro se hizo muy popular gracias a la cooperación entre O.Dunaevsky y Thea-jazz de Leonid Utyosov. A partir de 1929, Dunaevsky se convirtió en director musical y director principal del music hall. La compañía de teatro creó varios programas vocales e instrumentales en los que L.Utesov y K.Shulzhenko cantaban los papeles principales.  En 1937 se cerró el Music Hall de Leningrado como centro de arte burgués de mercado.
En 1966 se fundó la segunda versión del Music Hall de Leningrado y comenzó su trabajo bajo la dirección artística de Ilya Yakovlevich Rakhlin. Entre 1966 y 1988 funcionó el music-hall en el Palacio de Cultura de la administración local. Aquí el music hall organizó todos sus estrenos. A finales de los años 1970 el edificio de la Sala de Ópera de la Casa del Pueblo fue cedido al renovado music hall. Sin embargo, el teatro no pudo abrir sus puertas a nuevos espectadores hasta 1988. En abril de 1987, IY Rakhlin abrió clases especiales para niños, que aún hoy funcionan en el teatro. 
De 2002 a 2004, el teatro estuvo dirigido por el hijo de IY Rakhlin, Lev Rakhlin (trabajó como director de escena desde 1996).

## Edificio
El Music Hall está ubicado en el edificio de la Sala de Conferencias de la Casa del Pueblo, que fue construido por iniciativa del príncipe A.P. Ol'denburgsky por el arquitecto de la corte real, G.I. Lyucedarsky en 1910-1912. 